# Symfonie nr. 5 (Skrjabin)
Prométhée - Le poème du feu, opus 60 is een symfonisch werk van de Russische componist Alexander Skrjabin. Skrjabin componeerde dit "radicale" muziekstuk in de periode 1908-1910.

## Geschiedenis
Vanaf 1903 begon Skrjabin zich steeds meer te interesseren in theosofie wat hem qua stijl steeds gedurfder en radicaler maakte. Prometheus vormt het hoogtepunt van Skrjabins excentrieke artistieke persoonlijkheid en is zijn eerste stap in het verenigen van álle soorten kunst tot één geheel. Er werd een clavier à lumières (kleurenklavier) in de partituur opgenomen, een instrument wat ten tijde van componeren nog nooit was gefabriceerd. De muziek zou moeten worden voorzien van lichteffecten gekoppeld aan klank en ritme.
Over hoe Skrjabin de lichteffecten wilde hebben geprojecteerd bestaat geen duidelijkheid. Skrjabin heeft er zelf niets over aangegeven in de partituur. Grofweg staan er twee opties open; de kleuren moeten op een scherm op het podium worden geprojecteerd of de lichten moeten de gehele zaal beschijnen.
In de partituur staat veel blazerswerk voorgeschreven, zoals acht hoorns en vijf trompetten. Ook is er een grote rol weggelegd voor de piano. Daarnaast is voor het einde van het stuk een groot koor nodig dat met gesloten lippen moet zingen. De koorleden moeten witte gewaden dragen met een rood lint om het middel.
Skrjabin nam het mythische verhaal van Prometheus als uitgangsbasis voor de filosofische grondslag van het werk. Skrjabin zag Prometheus als de verpersoonlijking van de "rebellie tegen God" en daarmee ook als de verpersoonlijking van Lucifer, de brenger van het licht. Het element Lucifer wilde Skrjabin uitbeelden met de kleur rood en muzikaal koppelen aan een F-majeurakkoord, omdat hij dit akkoord associeerde met rood.
Sergej Koesevitski dirigeerde de première te Moskou op 2 maart 1911. Bij hedendaagse uitvoeringen wordt vrijwel altijd het kleurenklavier weggelaten, hoewel dat tegenwoordig geen probleem met zich meebrengt. Ten tijde van Skrjabin werd het kleurenklavier ook nog niet gebruikt.
In 1911 werd door Alexander Sabaneev een pianotranscriptie voor twee handen geschreven. Skrjabin was hier niet blij mee, omdat hij minstens acht handen nodig vond om geen afbreuk te doen aan de muziek.

## Het werk

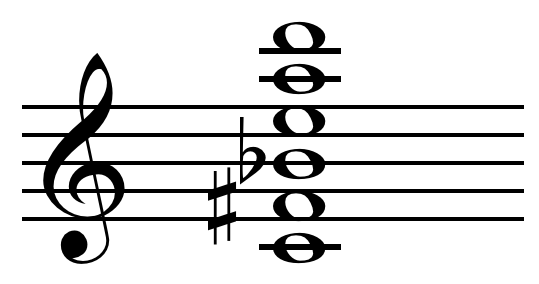
Prometheus vormt zich vrijwel geheel rondom Skrjabins "mystieke akkoord".

De muziek zelf is zeer dissonant en is vrijwel geheel gevormd rondom verschillende vormen van Skrjabins geliefde "mystieke akkoord"; een akkoord bestaande uit zes noten. Het akkoord zet zich aan op het begin door de gedempte hoorns en blijft terugkomen. Prometheus draagt allereerst het thema Chaos uit waarna thema’s als vreugde, erotiek, humane passie en egoïsme terugkomen. Aan het eind keert de sfeer weer terug naar de donkere mist van de opening in een sectie die door Skrjabin betiteld is als Dans van de Atomen van de Kosmos. Aan het einde van Prometheus' zet het koor in. Prometheus wordt afgesloten met Skrjabins favoriete Fis-majeurakkoord.
Geheel genomen straalt de muziek een buitenaardse, kosmische sfeer uit. Een aura van surrealisme met thematische ontwikkelingen met verrassende wendingen vindt plaats. De “muzikale kleuren” behoeven eigenlijk niet eens te worden ondersteund door de door Skrjabin voorziene "visuele kleuren". Qua gehoor ligt Prometheus tussen Igor Stravinsky’s Le Sacre du printemps, - een werk geschreven ten tijde van Prometheus – en de eerste 12-toons werken.